# Plátano siamés
El plátano siamés, también conocido como plátano de porcelana o plátano Pisang Awak, es una variedad de plátano comestible que pertenece al grupo productor de plátanos AABB. Esta variedad de plátano se cultiva en diversas partes del mundo y es apreciada por su sabor y usos culinarios en diferentes regiones. Los plátanos siameses son una de las muchas variedades de plátanos disponibles y pueden tener diferencias en su sabor y textura en comparación con otras variedades.

## Etimología
El plátano 'Pisang Awak' también tiene varios nombres en diferentes regiones del mundo. En Australia, se le conoce como 'Ducasse', mientras que en Uganda se le llama 'Kayinja'. El nombre malayo pisang awak se utiliza más comúnmente entre las instituciones de investigación. En Tailandia, se llama kluai nam wa ( กล้วยน้ำว้า, phát âm tiếng Thái: [klûaj nám wáː] ).  El término nam wa pasó al idioma jemer, donde los plátanos se conocen en Camboya como chek nam y ចេកណាំវ៉ា ),  pero es conocido en la provincia de Surin, de habla tailandesa jemer, como chek Sa (ចេកស) o plátano blanco. Esta variedad de plátano tiene muchas versiones romanizadas, incluyendo 'Namwah Tall' (con la 'h' innecesaria). En vietnamita, se le llama plátano de porcelana o plátano siamés. En Filipinas, se le conoce comúnmente como lagkitan en tagalo o botolan en Palawan. Estos nombres reflejan la diversidad lingüística y regional en la denominación de esta variedad de plátano. 
La variedad mutada del 'Pisang Awak' conocida como 'Dwarf Pisang Awak' se llama en los Estados Unidos 'Dwarf Namwah', y ha sido popularizada por Agristarts. En Tailandia, la variedad mutada se conoce como 'kluai nam wa khom' (กล้วยน้ำว้าค่อม) en tailandés. Esta variante enana es apreciada por su tamaño más compacto y es una opción popular para aquellos que desean cultivar plátanos en espacios más reducidos o contenedores, lo que la convierte en una elección interesante para la jardinería y la horticultura.

## Descripción
Es importante destacar que el 'Dwarf Pisang Awak', también conocido como 'Dwarf Namwah', es conocido por producir semillas con disponibilidad de polen fértil. Esto es relevante en la reproducción de la planta, ya que la disponibilidad de polen fértil es un factor clave en la fertilización y la producción de semillas en las plantas. Esto puede ser de interés para quienes están involucrados en la reproducción de plátanos y la mejora de las variedades de plátanos para diversas aplicaciones. 

## Clasificación
El 'Pisang Awak' es un híbrido entre Musa acuminata y Musa balbisiana. Pertenece al grupo del genoma tetraploide AABB, aunque en el pasado se clasificaba como parte del grupo del genoma triploide ABB. Entre los sinónimos de esta variedad se encuentra "Musa paradisiaca var. despierta". La clasificación genómica es importante en la botánica para comprender la relación entre diferentes variedades de plátanos y plasmar la información sobre sus orígenes y características genéticas.

## Usos
El 'Pisang Awak', conocido localmente como 'kayinja', se cultiva en Uganda con el propósito de elaborar cerveza de plátano. La cerveza de plátano es una bebida tradicional que se produce a partir de plátanos fermentados y es apreciada en varias regiones de Uganda y otras partes de África. Esta variedad de plátano es una de las variedades preferidas para la elaboración de cerveza debido a su sabor y características que la hacen adecuada para este proceso de fermentación.
En Camboya, el 'Pisang Awak', conocido localmente como 'chek nam va', es preferido en comparación con otras variedades debido a sus múltiples usos. Mientras que algunas variedades de plátano se valoran principalmente por su fruto, el 'Pisang Awak' es apreciado por su versatilidad. En esta región, las flores del plátano, especialmente en la etapa de producción de flores masculinas, y el pseudotallo se consumen como verdura, a pesar de su sabor astringente. Además, las hojas del plátano se utilizan como envoltura para cocinar alimentos como amok y ansom chek. Esta práctica permite que el aroma característico de las hojas de plátano se transfiera a los alimentos mientras se cocinan. Por lo tanto, el 'Pisang Awak' desempeña un papel importante en la cocina y la alimentación en Camboya, no solo por sus frutos, sino también por sus otras partes comestibles y su uso como envoltura culinaria.